# Тарік Сектіуї
Тарік Сектіуї (араб. طارق السكتيوي, нар. 13 травня 1977, Фес) — марокканський футболіст, що грав на позиції флангового півзахисника. У 2010 році він також отримав нідерландське громадянство. По завершенні ігрової кар'єри — тренер.
Виступав, зокрема, за клуби «Осер», «Віллем II», АЗ та «Порту», а також національну збірну Марокко.

## Клубна кар'єра
У дорослому футболі дебютував 1996 року виступами за команду клубу МАС (Фес), яка грала в 1996 році в другому дивізіоні Марокко. У сезоні 1996/97 «Магріб де Фес» зайняв перше місце і вийшов у вищу лігу.
Тоді ж Тарік був помічений селекціонерами з французького клубу «Осер», до складу якого приєднався 1997 року. Відіграв за команду з Осера наступні два сезони своєї ігрової кар'єри. Сектіуї виграв у його складі Кубок Інтертото 1997 року, але на поле виходив вкрай мало через травми, в тому числі й через перелом ноги, який гравець отримав у перший день тренувань. В результаті у 1999 році перейшов на правах оренди до португальського клубу «Марітіму», але закріпитися в складі цієї команди йому теж не вдалося.
Сезон 1999/00 Тарік провів у Суперлізі Швейцарії, граючи за «Ксамакс», після чого у 2000 році перейшов в команду вищого дивізіону Нідерландів «Віллем II». Там Тарік відразу став гравцем основного складу, а потім і капітаном команди.
У 2004 році перейшов в АЗ, де разом із Шота Арвеладзе склав ударний тандем клубу. У сезоні 2004/05 АЗ посів 3-тє місце в чемпіонаті Нідерландів і дійшов до півфіналу Кубка УЄФА, а у наступному сезоні 2005/06 Сектіуї з клубом став віцечемпіоном Нідерландів.
У 2006 році Тарік уклав контракт з португальським «Порту», який тоді тренував Ко Адріансе, тренер Таріка в «Віллемі II». Втім Ко незабаром покинув команду, а при його наступнику Жезуалду Феррейрі стати гравцем основного складу марокканцю у новій команді не вдалося, і другу частину сезону 2006/07 він провів на правах оренди у команді вищого дивізіону Нідерландів «Валвейк». Після повернення у сезоні 2007/08 Тарі став одним з найважливіших гравців «Порту», регулярно виходив на поле і в чемпіонаті Португалії, і в матчах Ліги чемпіонів, ставши з командою чемпіоном країни.
У сезоні 2008/09 Сектіуї, здобувши «золотий дубль», зіграв всього в 9 матчах чемпіонату, після чого контракт гравця не було продовжено і влітку 2009 року на правах вільного агента він перейшов в клуб «Аджман», новачка вищого дивізіону чемпіонату ОАЕ. Сектіуї виступав за клуб до кінця 2009 року.
Отримавши в січні 2010 року статус вільного агента, 9 місяців перебував без клубу. У вересні уклав контракт з клубом МАС (Фес), який виступав у вищій лізі Марокко, повернувшись, таким чином в команду, з якої почалася його кар'єра. У 2011 році Сектіуї закінчив з футболом.

## Виступи за збірні
1997 року залучався до складу молодіжної збірної Марокко з якою взяв участь у молодіжному чемпіонаті світу 1997 року в Малайзії, де збірна дійшла до 1/8 фіналу.
2001 року дебютував в офіційних матчах у складі національної збірної Марокко в товариському турнірі в ОАЕ проти Південної Кореї (1:1).
У складі збірної був учасником Кубка африканських націй 2008 року у Гані, забивши пенальті в матчі групового етапу проти Намібії (5:1), але його команда не вийшла в плей-оф.
Всього протягом кар'єри у національній команді, яка тривала 11 років, провів у її формі 38 матчів, забивши 6 голів.

## Кар'єра тренера
Після завершенні ігрової кар'єри Сектіуї отримав свої тренерські документи в Марокко, і пройшов стажування в АЗ у 2012 році.
З середини 2013 року до середини 2018 року Тарік, з перервою на роботі у «Відад де Фес», був головним тренером МАС (Фес), з яким став володарем Кубка Марокко у 2016 році. Після цього він тренував юнацьку збірну Марокко до 19 років, а у 2019 році недовго очолював «Могреб Тетуан».
У вересні 2019 року його призначили головним тренером клубу «Ренессанс Беркан».

## Титули і досягнення

### Як гравця
- Чемпіон Африки (U-21): 1997
- Чемпіон Португалії (3):

«Порту»: 2007–08, 2008–09
- Володар Кубка Португалії (1):

«Порту»: 2008–09
- Володар Суперкубка Португалії (1):

«Порту»: 2006

### Як тренера
- Володар Кубка Марокко (1):

МАС (Фес): 2016